# Jean-Baptiste-Amédée Georges-Massonnais

Jean-Baptiste George de La Massonnais

Jean-Baptiste-Amédée George de La Massonnais, genannt Georges-Massonnais (* 17. April 1805 in Saint-Denis-de-Gastines; † 20. Dezember 1860 in Périgueux) war Bischof von Périgueux (1841–1860).

## Leben
Georges-Massonnais war ein Sohn von Antoine-Louis-Urbain George de La Massonnais und Michelle Françoise Lefebvre de Cheverus. Seine Mutter war eine Schwester des Kardinal-Erzbischofs von Bordeaux, Jean Lefebvre de Cheverus (1768–1836). Er erhielt seine Gymnasialbildung am Kolleg von Laval und am Jesuitenkolleg in Sainte-Anne-d’Auray. Theologie studierte er am Seminar Saint-Sulpice in Paris. Am 13. Juni 1829 zum Priester der Erzdiözese Bordeaux geweiht, ging er nach Bordeaux zu seinem Onkel und war dort nacheinander tätig als Kaplan am Hospiz Saint-André, Vikar an der Kathedrale, Kaplan am Collège Royal und Generalvikar. Nach dem Tod seines Onkels 1836 war er Dompfarrer an der Kathedrale Saint-André, bis er 1840 zum Bischof von Périgueux, einem Suffraganbistum der Kirchenprovinz Bordeaux, ernannt wurde. Am 5. August 1840 ernannt, wurde er am 14. Dezember 1840 präkonisiert und am 21. Februar 1841 in der Andreas-Kathedrale von Erzbischof Donnet von Bordeaux geweiht. Sein feierlicher Einzug in die Kathedrale von Périgueux (Saint-Front) folgte am 25. Februar 1841.
Mgr Georges-Massonais’ Episkopat fiel in eine fruchtbare Zeit des Aufbaus. Als einer der ersten französischen Bischöfe führte er in seiner Diözese die römische Liturgie ein. Er organisierte eine Pensionskasse für Priester im Ruhestand und führte die Diözesanmissionare wieder ein. Er hielt drei Diözesansynoden ab (1852, 1855 und 1860) und arbeitete bei den Provinzialsynoden mit (Bordeaux 1850, La Rochelle 1855, Périgeux 1858 und Agen 1860). In Périgeux eröffnete er ein Priesterseminar und übergab das alte Seminar in Sarlat den Jesuiten. Außerdem eröffnete er kirchliche Schulen in Montignac, Belvès, Thiviers und La Roche-Chalais. Die verschiedenen Diözesangemeinschaften von der hl. Martha (Sœurs de Sainte-Marthe) vereinigte er zu einer einzigen Kongregation, holte die Kapuziner nach Périgeux und die Karmeliten nach Bergerac. Die Kartäuser besiedelten 1858 wieder die Kartause Vauclaire in Montignac.
1846 reiste Mgr Georges-Massonais nach Rom, wo er von Papst Gregor XVI. empfangen wurde, nur wenige Tage vor dessen Tod. Auf der Rückreise machte er Station in Imola, während dessen Bischof Mastai-Ferretti als Pius IX. auf den Papstthron folgte. Bischof Georges-Massonais reiste sofort zurück nach Rom, um dem neugewählten Papst zu huldigen.
Vom Staat erreichte Bischof Georges-Massonais 1852 die Restaurierung der teilweise baufälligen Kathedrale im neobyzantinischen Stil, durchgeführt von dem Baumeister Paul Abadie, der in ähnlichem Stil auch die Basilika Sacré-Cœur auf dem Pariser Montmartre errichtete. Bischof Georges-Massonais stiftete selbst drei monumentale Kronleuchter und ein Glockenspiel mit zwanzig Glocken.
Bischof Georges-Massonais starb, erst 55 Jahre alt, am 20. Dezember 1860 und wurde in der Kathedrale beigesetzt. Dort ist sein monumentales Grabmal noch heute zu sehen.